# Čestné pohřebiště politických vězňů (Motol)
Čestné pohřebiště politických vězňů (též Čestné pohřebiště hrdinů III. odboje, Památník obětem komunistického režimu) je pietní místo na Motolském hřbitově v Praze 5 v místech společného hrobu, kam byly v dobách komunistického režimu tajně ukládány urny s ostatky popravených a zemřelých politických vězňů.

## Popis
Čestné pohřebiště a zároveň památník se nachází v prvním oddělení v západní části hřbitova. Vpravo za vstupní branou upozorňuje na čestné pohřebiště pylon s nápisem: "K památníku obětem komunismu / Hromadné hroby v Ďáblicích a společné pohřebiště zdejšího hřbitova jsou místa, kam se v Praze ukládala těla a popel obětí komunismu. / Nespěcháš-li, zajdi alespoň na chvíli za těmi, kteří se svobody nedožili, zemřeli za tebe, zemřeli za nás."
K vlastnímu pohřebišti vede schodiště a stoupající chodník. Ve svahu se nachází malá půlkruhová plošina, na které je umístěn památník.

Na hnědé desce vlevo od betonové plošiny se schůdky je nápis: "SPOLEČNÉ / POHŘEBIŠTĚ / Z LET 1956 AŽ 1995 / DO KTERÉHO JSOU / ULOŽENY URNY S OSTATKY / POLITICKÝCH VĚZŇŮ". Hned vedle betonových schůdků vlevo je umístěna černá deska s vyobrazenou mapkou Československa a ostnatými dráty s nápisem: "OBĚTEM KOMUNISMU / 1948–1989 / ZEMŘELI ZA TEBE, ZEMŘELI ZA NÁS".

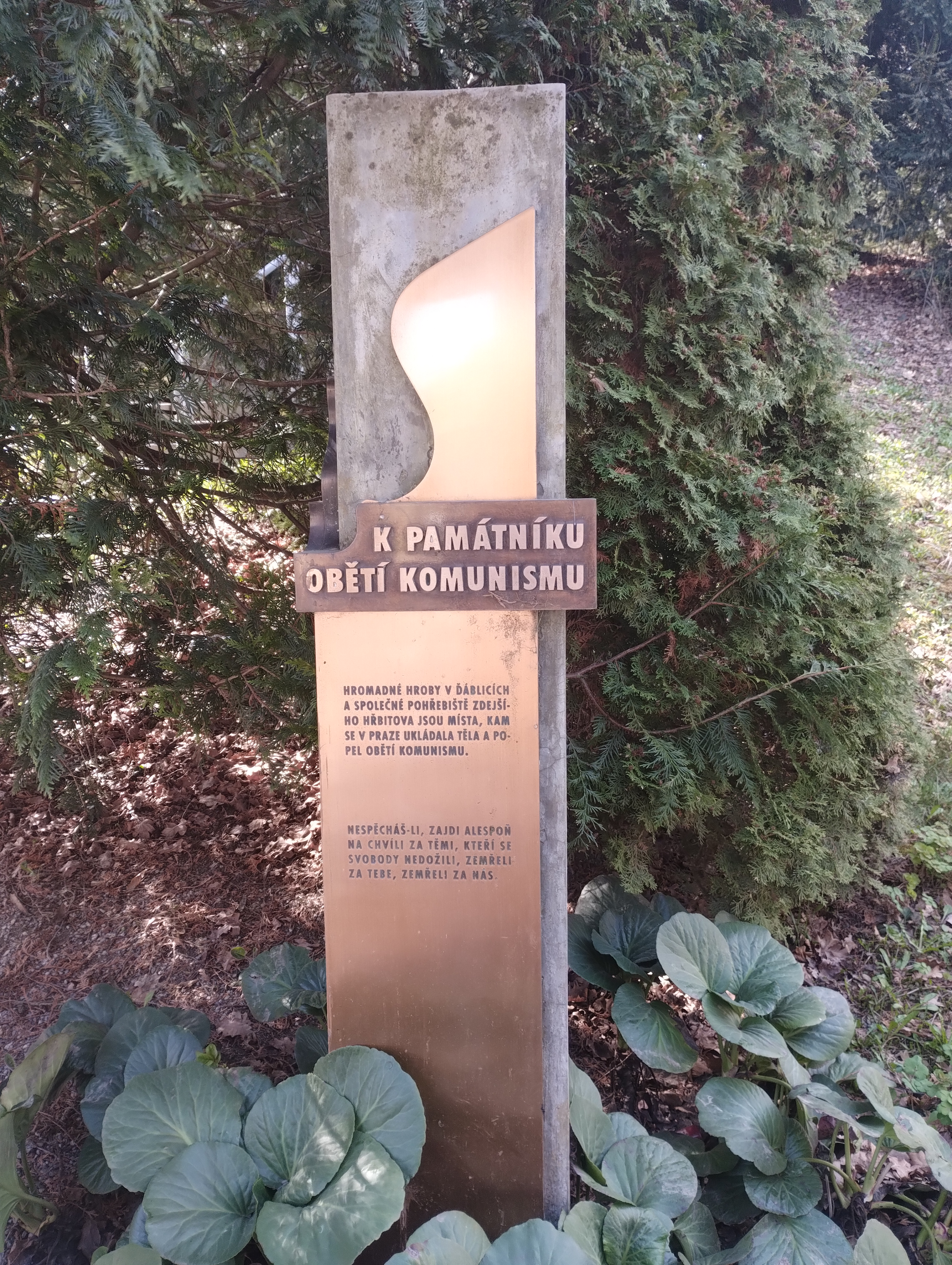
Pylon s ukazatelem k čestnému pohřebišti
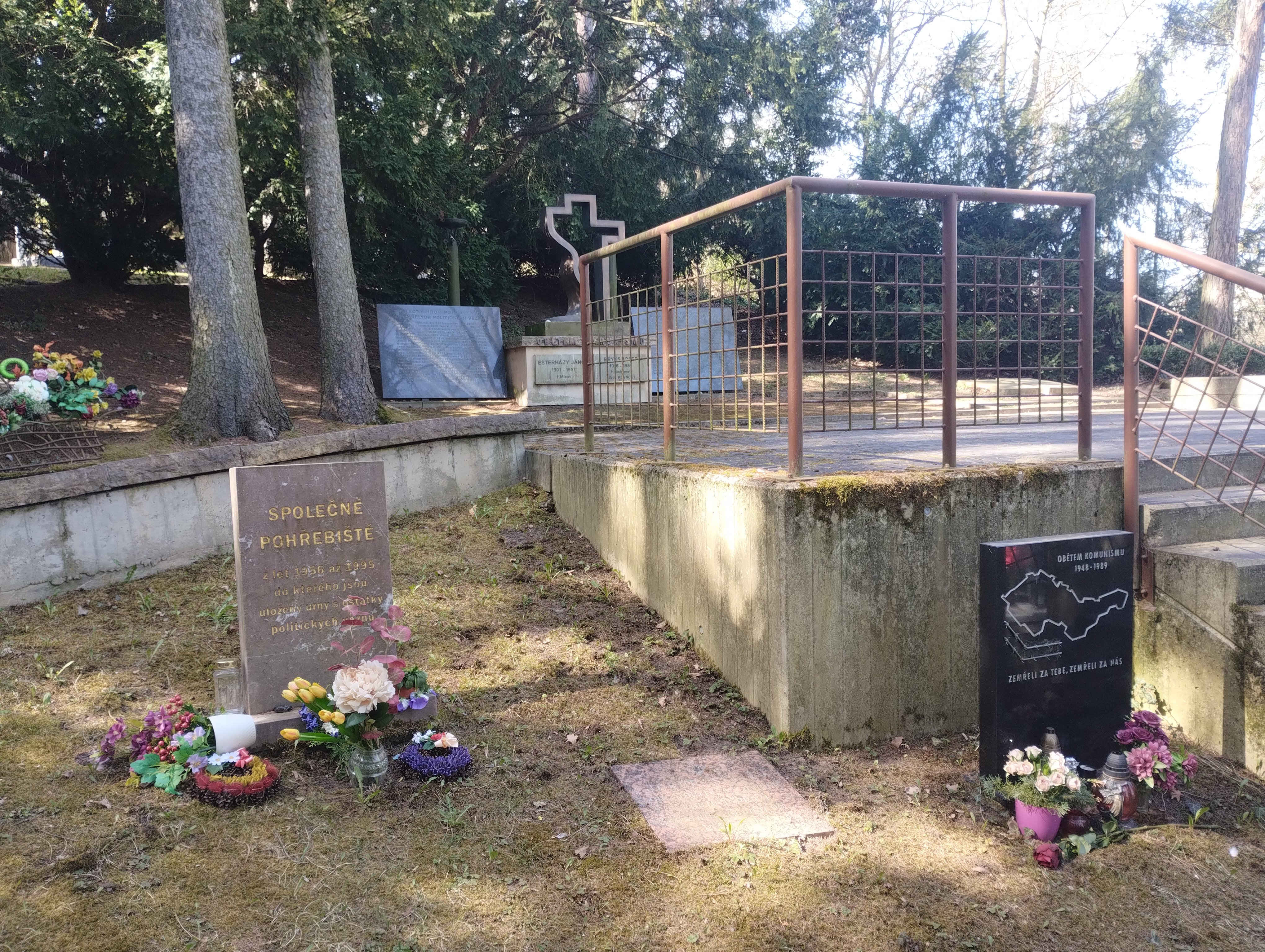
Betonová plošina s hnědou a černou deskou
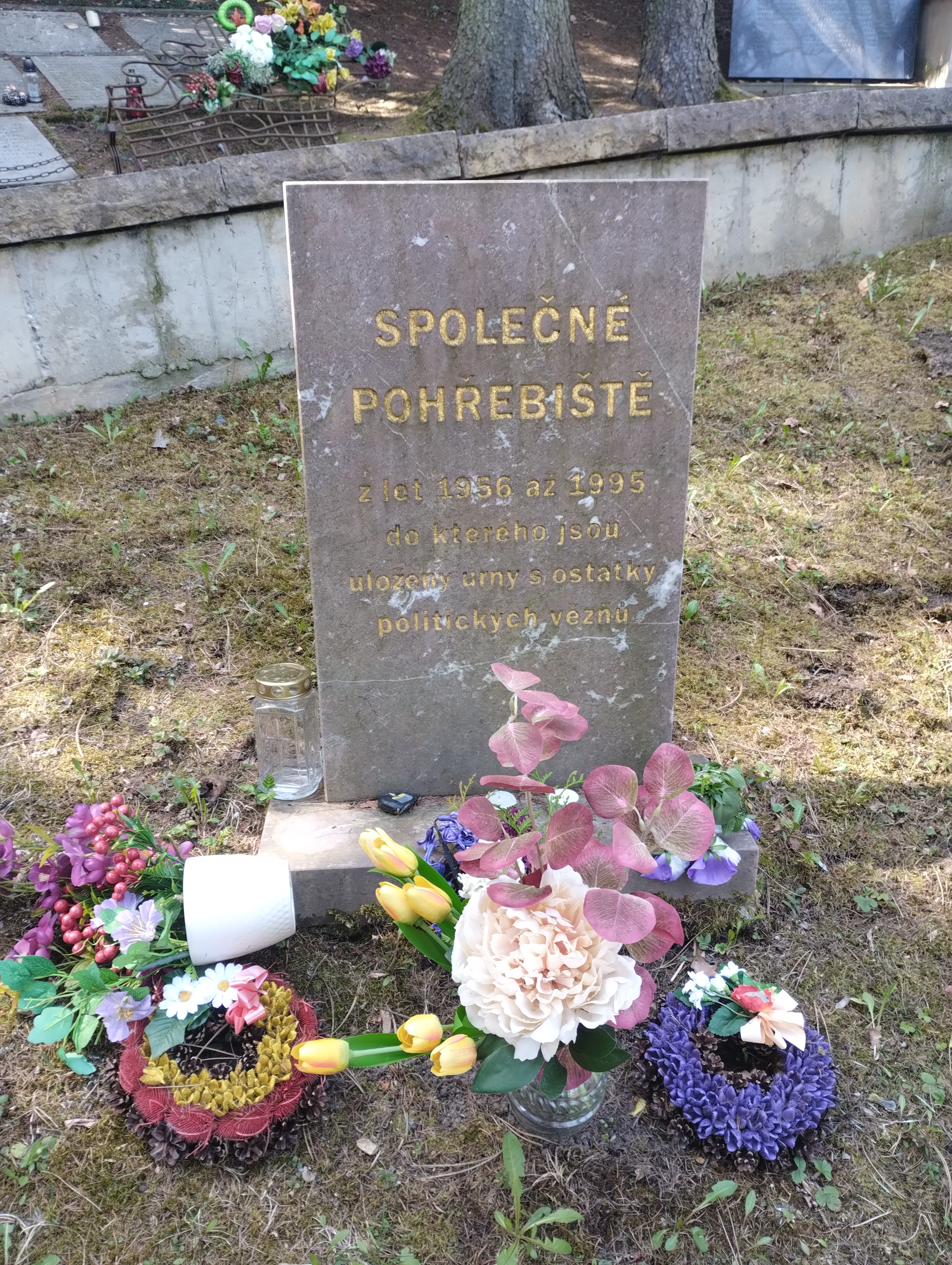
Detail hnědé desky
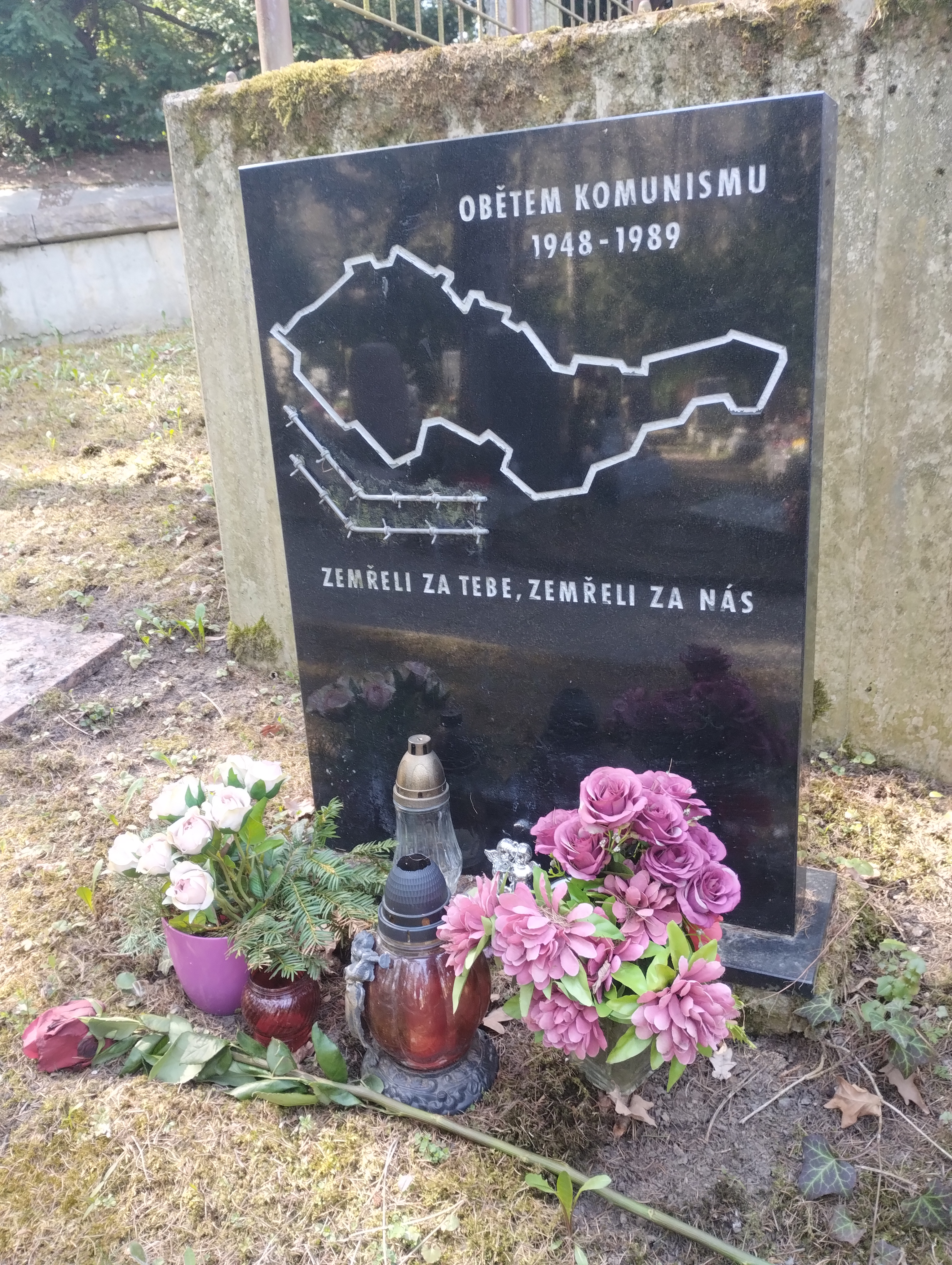
Detail černé desky s vyobrazenou mapkou Československa a ostnatými dráty

Centrální památník tvoří bronzový pomník na nízkém kamenném soklu s nápisem "Obětem komunismu", na němž je kovová plastika kříže na obětním stole. Kříž je na levé straně zborcený. Symbolizuje víru, utrpení, vzkříšení a spojení s popelem uloženým v zemi. Na podstavci jsou dvě pamětní desky věnované Josefu Bryksovi a Jánosi Esterházymu, z každé strany podstavce pak dvě velké tmavě šedé mramorové desky s 38 jmény politických vězňů. 39. jméno, Vlasta Charvátová, patří manželce popraveného Josefa Charváta odsouzené na doživotí. Na pohřebišti se nacházejí i další samostatné desky, které zde byly umístěny z iniciativy rodin vězněných.

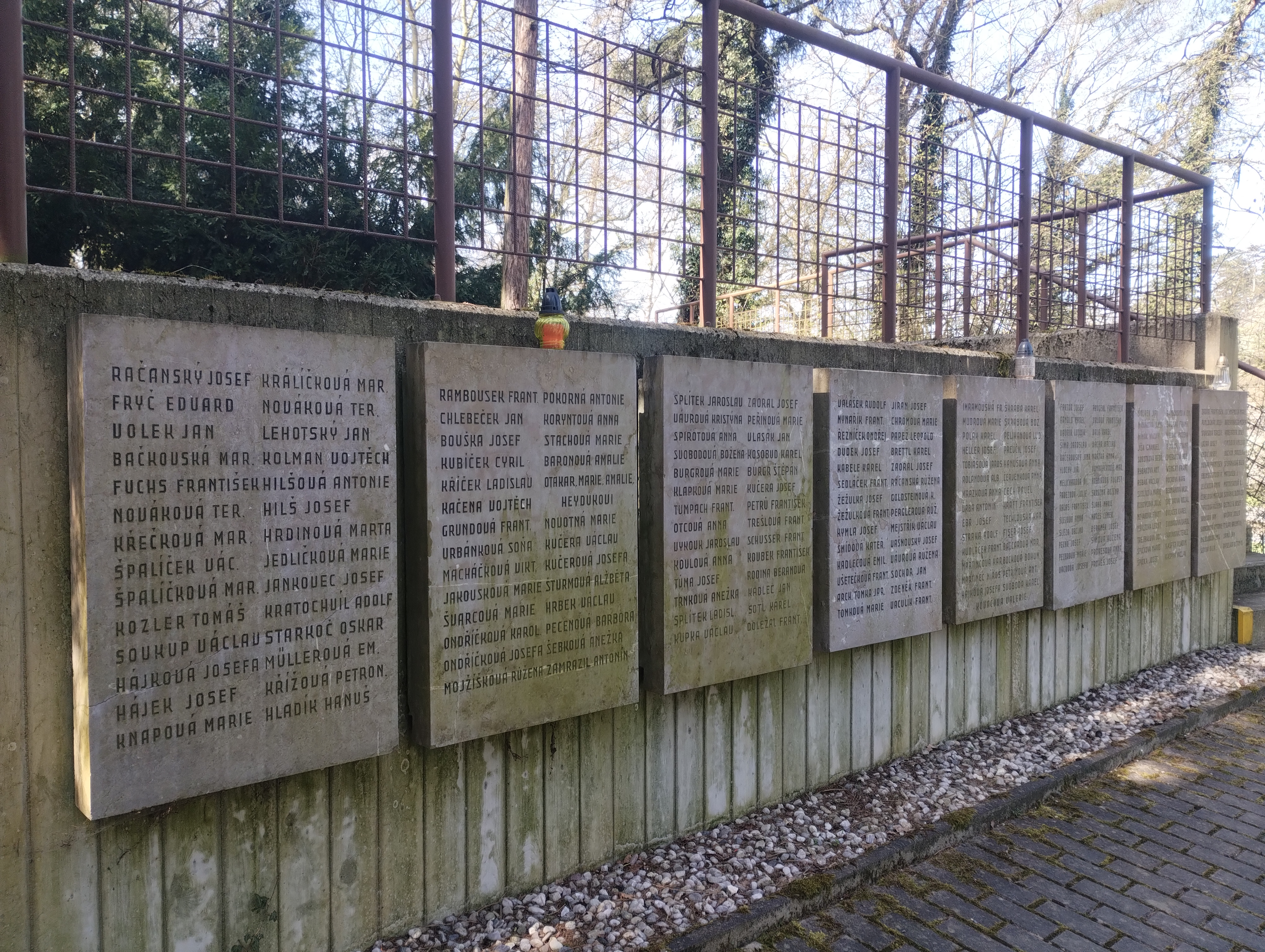
Desky se jmény
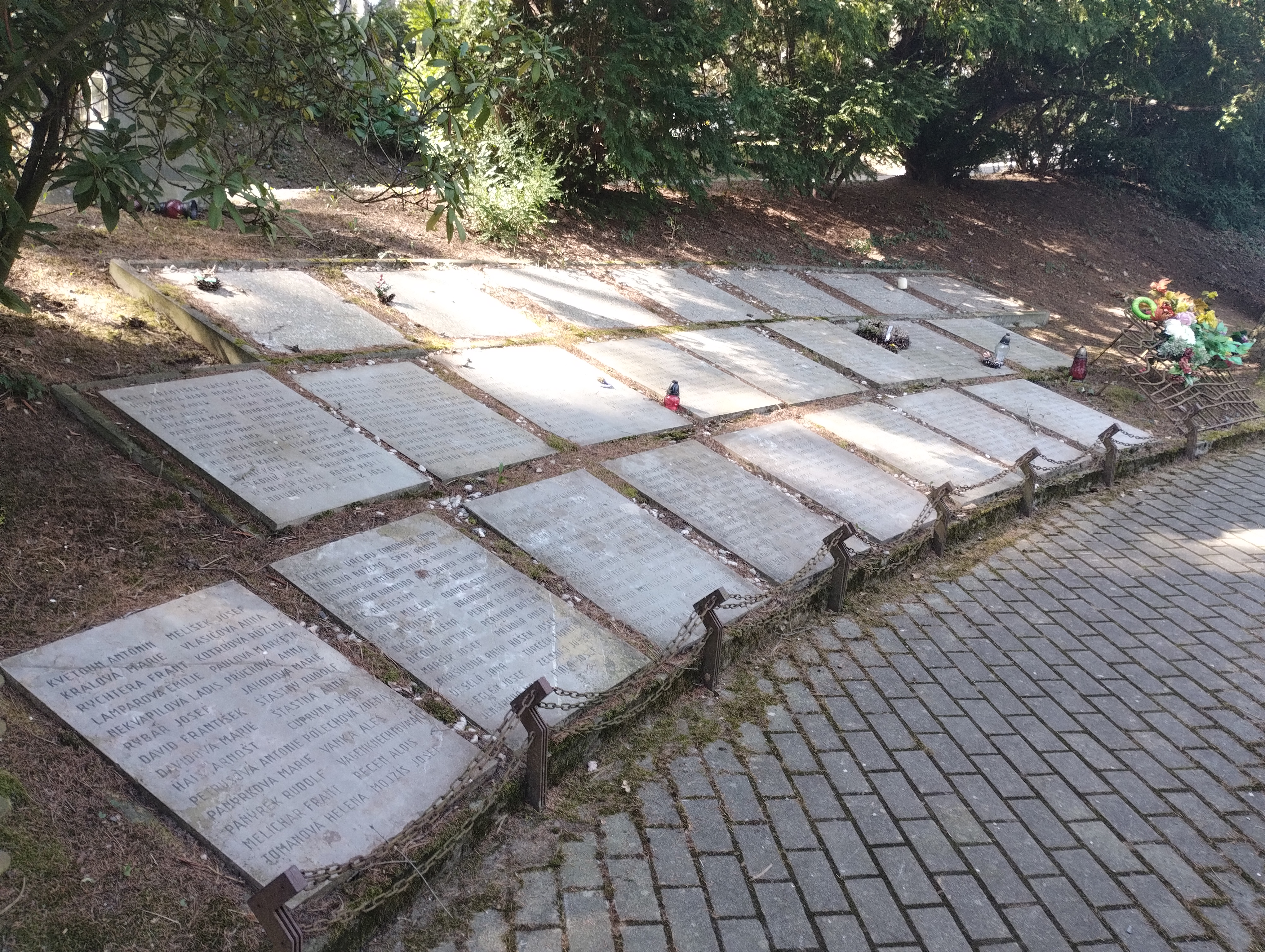
Desky se jmény v blízkosti centrálního pomníku
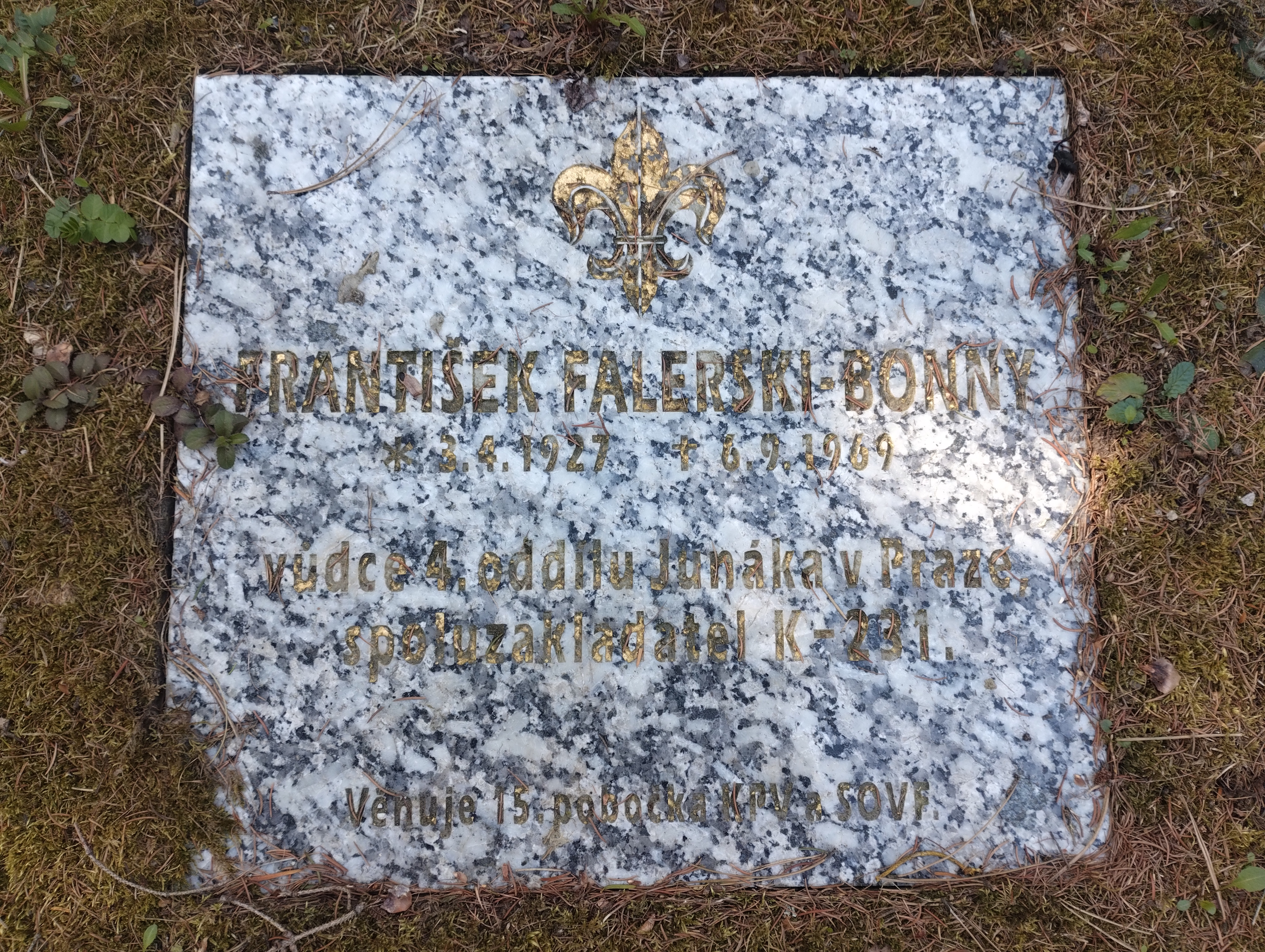
Detail jedné ze samostatných desek věnované Františku Falerskimu
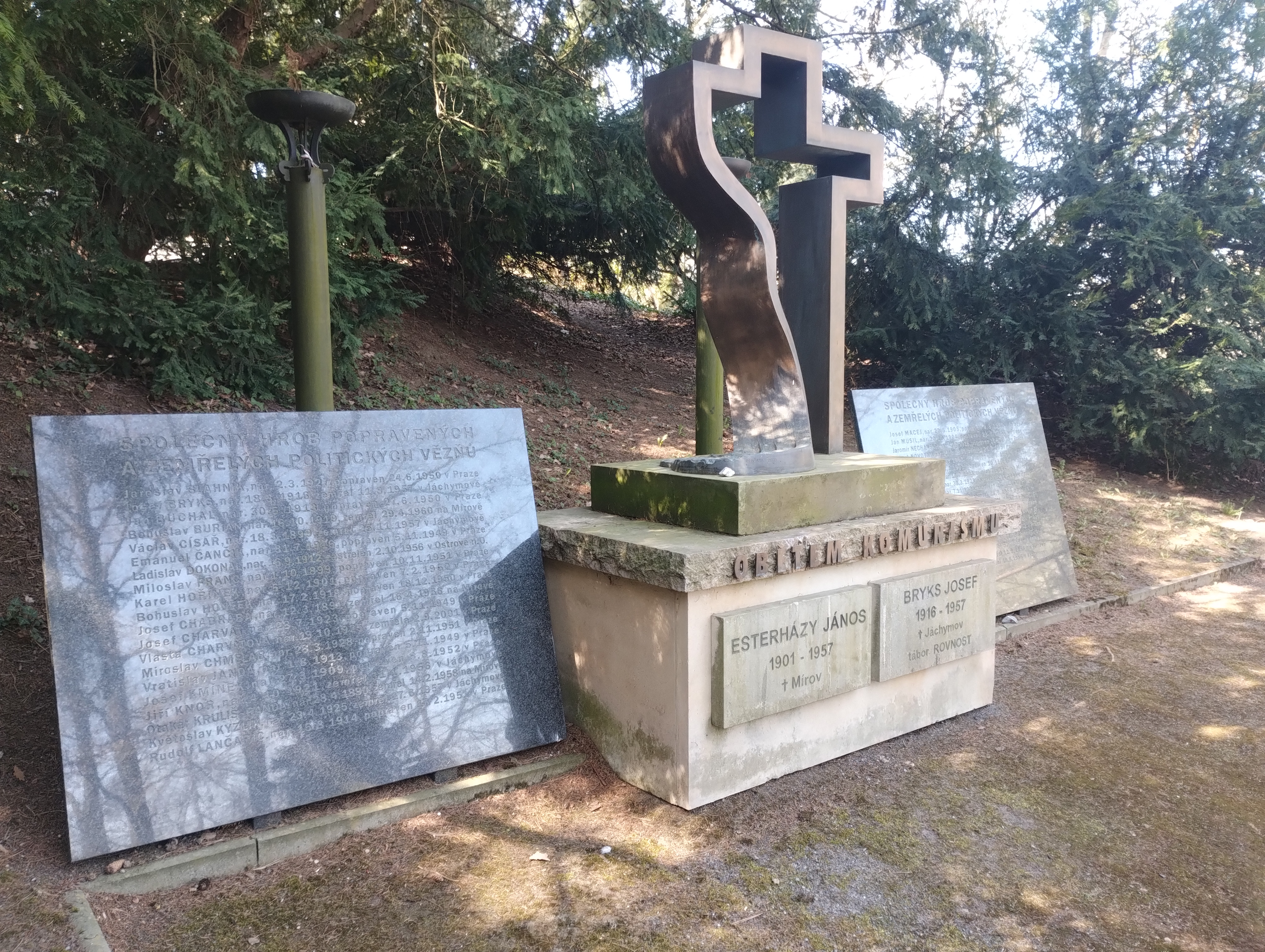
Pomník s křížem a deskami se jmény
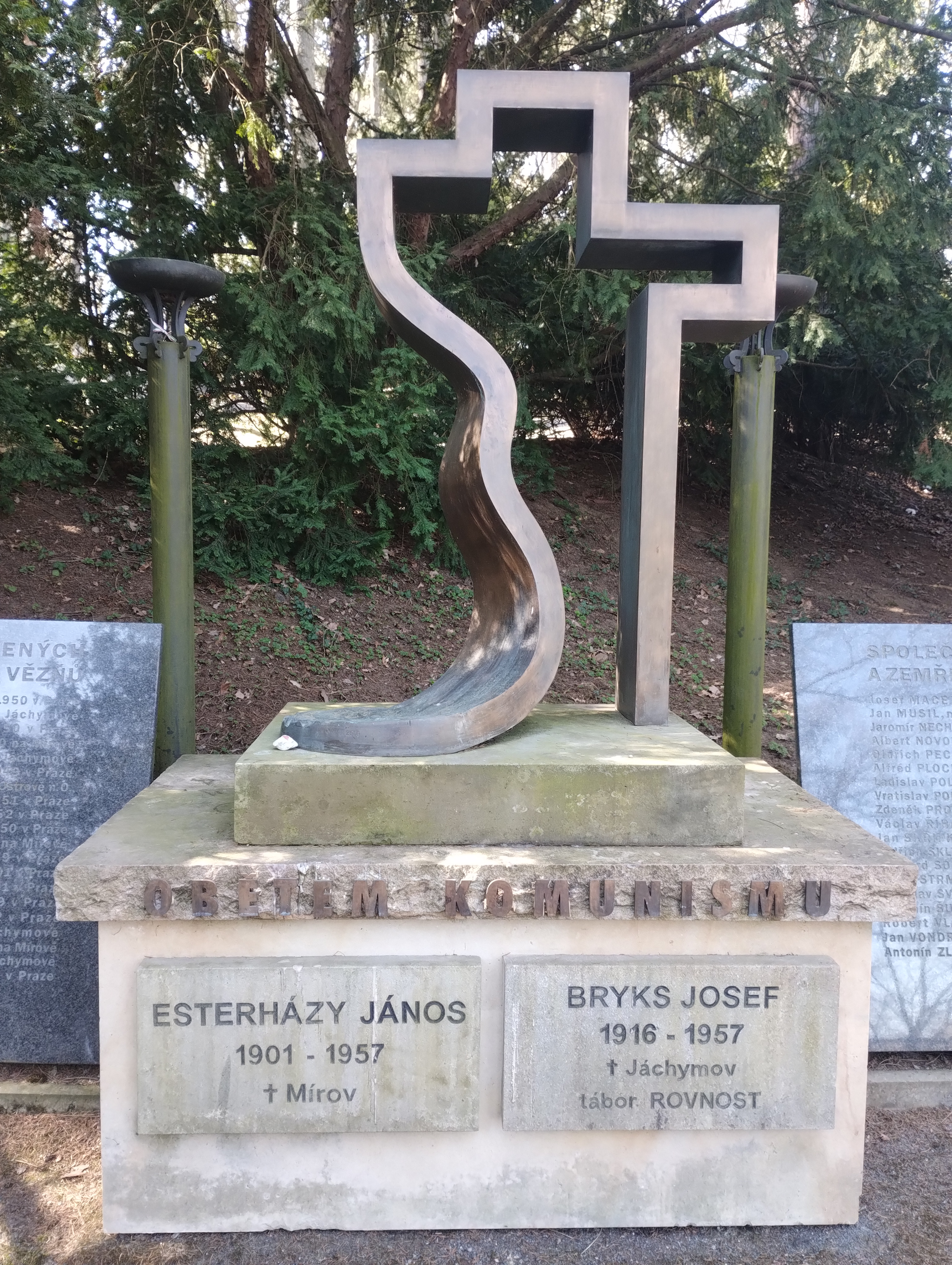
Kříž na podstavci se jmény Josefa Brykse a Jánose Esterházyho

## Historie
V dobách komunistického režimu nebyly ostatky jeho odpůrců běžně vydávány pozůstalým, ale uchovávány na neznámých místech. Předpokládalo se, že většina popravených politických vězňů či vězňů zemřelých ve vězení skončila na Ďáblickém hřbitově v Praze 8, kde se dnes nachází Čestné pohřebiště III. odboje. V roce 1999 nalezla Konfederace politických vězňů dokument, který prokázal, že urny s popelem politických vězňů, které komunisté původně skladovali ve věznicích, byly přemisťovány do společného šachtového hrobu u krematoria Motol. Urny beze jmen označené pouze čísly se sem v přísném utajení svážely v letech 1958–1965 z celé republiky. Na začátku května roku 1965 zde tak skončilo 78 uren s ostatky politických vězňů, do té doby uchovávaných ve věznici Pankrác. Podařilo identifikovat bezmála 40 z nich.
Čestné pohřebiště politických vězňů bylo slavnostně otevřeno a vysvěceno 20. května 2000. V roce 2011 na pomník přibyly desky věnované Josefu Bryksovi a Jánosi Esterházymu a o rok později byly instalovány velké mramorové desky s 39 jmény.

## Nápisy a jména na šedých mramorových deskách

### Deska vlevo
"SPOLEČNÝ HROB POPRAVENÝCH / A ZEMŘELÝCH POLITICKÝCH VĚZŇŮ / JAROSLAV BLAHNÍK, NAR. 2. 3. 1927, POPRAVEN 24. 6. 1950 V PRAZE / JOSEF BRYKS, NAR. 18. 3. 1916, ZEMŘEL 11. 8. 1957 V JÁCHYMOVĚ / JAN BUCHAL, NAR. 30. 5. 1913, POPRAVEN 27. 6. 1950 V PRAZE / BOHUSLAV BURIAN, NAR. 16. 10. 1919, ZEMŘEL 29. 4. 1960 NA MÍROVĚ / VÁCLAV CÍSAŘ, NAR. 18. 3. 1899, ZEMŘEL 25. 11. 1957 V JÁCHYMOVĚ / EMANUEL ČANČÍK, NAR. 31. 7. 1916, POPRAVEN 5. 11. 1949 V PRAZE / LADISLAV DOKONAL, NAR. 16. 9. 1912, ZASTŘELEN 2. 10 1956 V OSTROVĚ N. O. / MILOSLAV FRANC, NAR. 1. 10. 1899, POPRAVEN 10. 11. 1951 V PRAZE / KAREL HOŘÍNEK, NAR. 5. 12. 1901, POPRAVEN 7. 2. 1952 V PRAZE / BOHUSLAV HOUFEK, NAR. 17. 2. 1919, POPRAVEN 18. 12. 1950 V PRAZE / JOSEF CHADRABA, NAR. 12. 3. 1891, ZEMŘEL 16. 4. 1956 NA MÍROVĚ / JOSEF CHARVÁT, NAR. 28. 7. 1923, POPRAVEN 5. 11. 1949 V PRAZE / VLASTA CHARVÁTOVÁ, NAR. 19. 10. 1925, ZEMŘELA 2. 9. 2001 V PRAZE / MIROSLAV CHMELAŘ, NAR. 28. 3. 1928, POPRAVEN 2. 11. 1951 V PRAZE / VRATISLAV JANDA, NAR. 1. 8. 1913, POPRAVEN 5. 11. 1949 V PRAZE / JOSEF KMÍNEK, NAR. 27. 3. 1909, POPRAVEN 8. 8. 1952 V PRAZE / JIŘÍ KNOR, NAR. 4. 10. 1921, ZEMŘEL 31. 1. 1956 V JÁCHYMOVĚ / OTAKAR KRULIŠ – RANDA, NAR. 28. 4. 1890, ZEMŘEL 14. 2. 1958 NA MÍROVĚ / KVĚTOSLAV KYZLÍK, NAR. 23. 4. 1925, ZEMŘEL 17. 6. 1957 V JÁCHYMOVĚ / RUDOLF LANČARIČ, NAR. 15. 8. 1914, POPRAVEN 17. 2. 1951 V PRAZE"

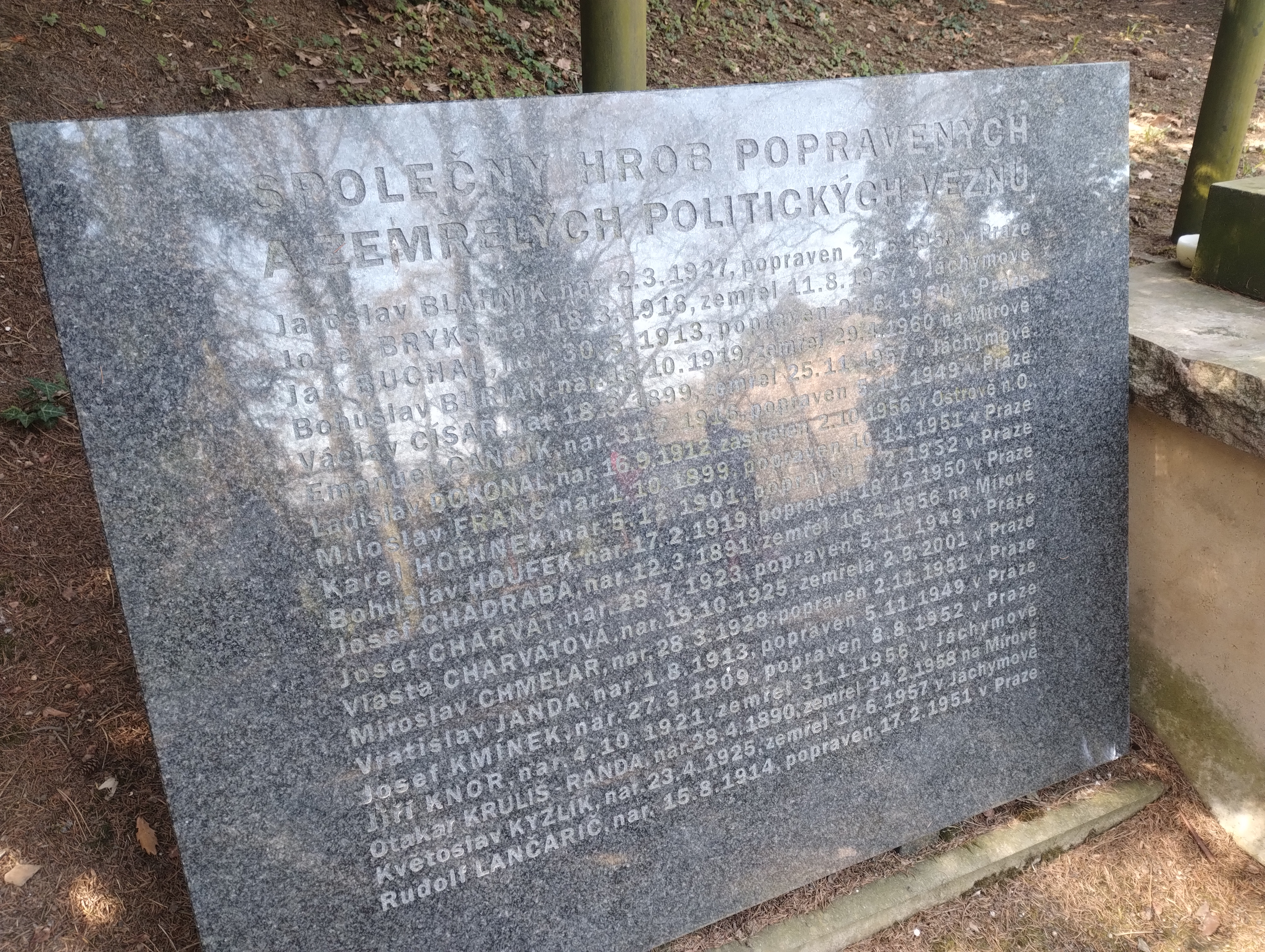
Levá mramorová deska

### Deska vpravo
"SPOLEČNÝ HROB POPRAVENÝCH / A ZEMŘELÝCH POLITICKÝCH VĚZŇŮ / JOSEF MACEJ, NAR. 22. 5. 1905, POPRAVEN 8. 8. 1952 V PRAZE / JAN MUSIL, NAR. 20. 10. 1904, POPRAVEN 28. 7. 1951 V PRAZE / JAROMÍR NECHANSKÝ, NAR. 4. 12. 1916, POPRAVEN 16. 6. 1950 V PRAZE / ALBERT NOVOTNÝ, NAR. 21. 9. 1901, ZEMŘEL 25. 7. 1957 NA MÍROVĚ / OLDŘICH PECL, NAR. 14. 9. 1903, POPRAVEN 27. 6. 1950 V PRAZE / ALFRÉD PLOCEK, NAR. 8. 1. 1903, POPRAVEN 10. 11. 1951 V PRAZE / LADISLAV POLÁČEK, NAR. 19. 7. 1903, ZEMŘEL 7. 5. 1957 NA MÍROVĚ / VRATISLAV POLESNÝ, NAR. 30. 3. 1923, POPRAVEN 5. 11. 1949 V PRAZE / ZDENĚK PROFOUS, NAR. 7. 11. 1925, POPRAVEN 28. 7. 1951 V PRAZE / VÁCLAV ŘÍHA, NAR. 10. 4. 1923, ZEMŘEL 29. 9. 1956 NA MÍROVĚ / JAN SKŘIPKA, NAR. 13. 1. 1895, ZEMŘEL 13. 1. 1957 NA MÍROVĚ / OLDŘICH SKLENIČKA, NAR. 15. 5. 1926, POPRAVEN 7. 2. 1952 V PRAZE / RICHARD SOVA, NAR. 8. 12. 1913, ZEMŘEL 8. 1. 1957 V OSTROVĚ N. O. / KAREL STRMISKA, NAR. 1. 11. 1919, POPRAVEN 8. 8. 1952 V PRAZE / LADISLAV SVOBODA, NAR. 6. 1. 1893, POPRAVEN 13. 11. 1952 V PRAZE / ANTONÍN ŠUBRT, NAR. 28. 9. 1905, ZEMŘEL 10. 11. 1959 NA MÍROVĚ / ROBERT VLADAŘ, NAR. 6. 6. 1899, ZEMŘEL 5. 7. 1956 NA MÍROVĚ / JAN VONDRAŠ, NAR. 19. 2. 1893, ZEMŘEL 12. 9. 1956 NA MÍROVĚ / ANTONÍN ZLÁMAL, NAR. 15. 1. 1898, ZEMŘEL 16. 9. 1956 V JÁCHYMOVĚ"

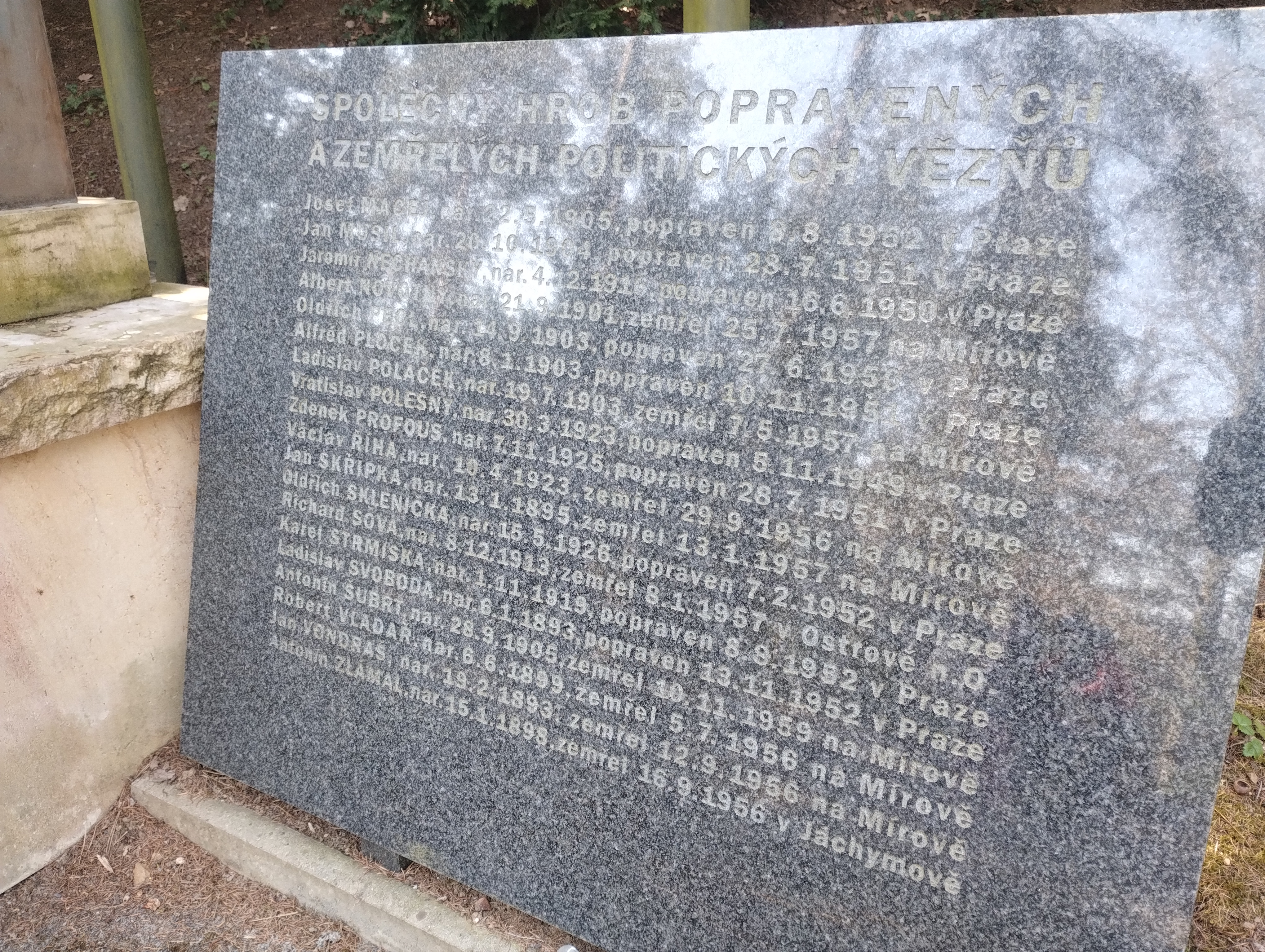
Pravá mramorová deska
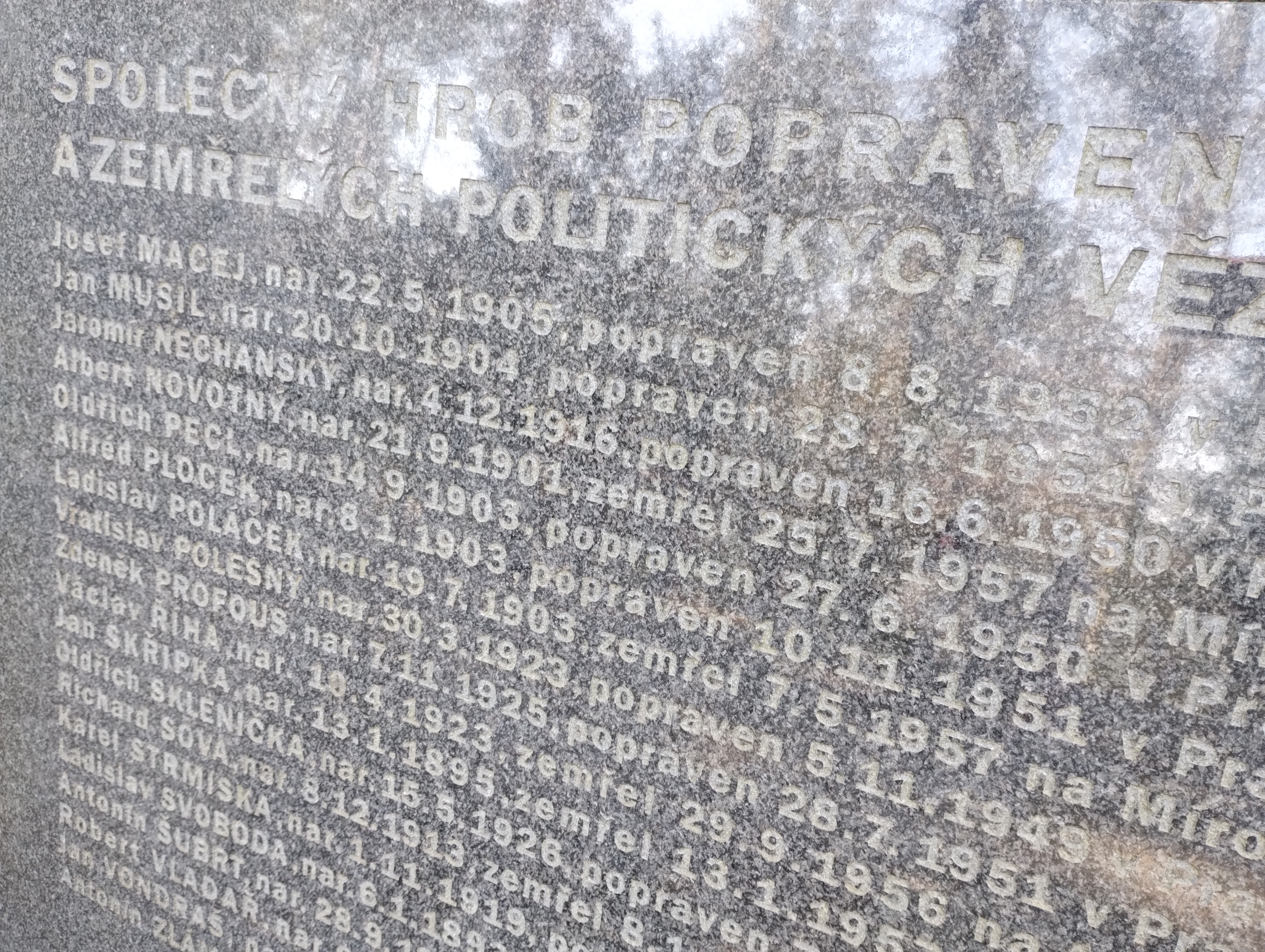
Detail pravé mramorové desky